# Filipe, Duque de Saxe-Merseburgo-Lauchstädt
Filipe, Duque de Saxe-Merseburg-Lauchstädt (Merseburgo, 26 de Outubro de 1657 – 1 de Julho de 1690), foi um príncipe alemão, membro da Casa de Wettin.
Era o quinto filho de Cristiano I, Duque de Saxe-Merseburgo e da princesa Cristiana de Schleswig-Holstein-Sonderburg-Glücksburg.

## Vida
Para que todos os seus três filhos varões tivessem uma propriedade adequada para viver, antes de morrer, o duque Cristiano I deixou a cada um pequenos territórios na forma de apanágios; no entanto, as rendas procedentes dos mesmos continuaram a pertencer à linha principal de Saxe-Merseburgo e o poder que cada um tinha em cada terra era extremamente limitado. Em 1684, Filipe recebeu a cidade de Lauchstädt e fundou a linha de Saxe-Merseburgo-Lauchstädt. Teve permissão para desenvolver e reconstruir o castelo (que tinha sido danificado durante a Guerra dos Trinta Anos) para si e para a sua família, e, mais tarde, utilizou a igreja do castelo como igreja paroquial da cidade (em alemão: Stadtpfarrkirche). Em Novembro de 1685 foi realizado o primeiro baptizado na nova igreja, no altar que ainda não tinha sido terminado.
Filipe era completamente dedicado à sua carreira militar como oficial do exército imperial. Acabaria por morrer na Batalha de Fleurus (1690) contra o rei Luís XIV de França. Morreu sem deixar descendentes, sendo que o seu único filho morreu apenas um mês antes dele.  A partir desse momento, Lauchstädt foi novamente anexada pelo ducado de Saxe-Merseburgo.

## Casamentos e descendência
Em Weimar, a 9 de Julho de 1684, Filipe casou-se com a sua primeira esposa, a princesa Leonor Sofia de Saxe-Weimar. Tiveram dois filhos, mas nenhum deles chegou à idade adulta:
1. Cristiana Ernestina de Saxe-Merseburgo-Lauchstädt (16 de Setembro de 1685 - 20 de Junho de 1689), morreu com quase quatro anos de idade;
2. João Guilherme, Príncipe-Herdeiro de Saxe-Merseburgo-Lauchstädt (27 de Janeiro de 1687 - 21 de Junho de 1687).

Em Bernstadt, a 17 de Agosto de 1688, dezoito meses depois da morte da primeira esposa, Filipe voltou a casar-se, desta vez com a princesa Luísa Isabel de Württemberg-Oels. Tiveram um filho:
1. Cristiano Luís, Príncipe-Herdeiro de Saxe-Merseburgo-Lauchstädt (21 de Julho de 1689 - 6 de Junho de 1690).

## Genealogia
| Filipe, Duque de Saxe-Merseburgo-Lauchstädt | Pai: Cristiano I, Duque de Saxe-Merseburgo                 | Avô paterno: João Jorge I, Eleitor da Saxônia                          | Bisavô paterno: Cristiano I, Eleitor da Saxônia                      |
| Filipe, Duque de Saxe-Merseburgo-Lauchstädt | Pai: Cristiano I, Duque de Saxe-Merseburgo                 | Avô paterno: João Jorge I, Eleitor da Saxônia                          | Bisavó paterna: Sofia de Brandemburgo                                |
| Filipe, Duque de Saxe-Merseburgo-Lauchstädt | Pai: Cristiano I, Duque de Saxe-Merseburgo                 | Avó paterna: Madalena Sibila da Prússia                                | Bisavô paterno: Alberto Frederico, Duque da Prússia                  |
| Filipe, Duque de Saxe-Merseburgo-Lauchstädt | Pai: Cristiano I, Duque de Saxe-Merseburgo                 | Avó paterna: Madalena Sibila da Prússia                                | Bisavó paterna: Maria Leonor de Cleves                               |
| Filipe, Duque de Saxe-Merseburgo-Lauchstädt | Mãe: Cristiana de Schleswig-Holstein-Sonderburg-Glücksburg | Avô materno: Filipe, Duque de Schleswig-Holstein-Sonderburg-Glücksburg | Bisavô materno: João II, Duque de Schleswig-Holstein-Sonderburg-Plön |
| Filipe, Duque de Saxe-Merseburgo-Lauchstädt | Mãe: Cristiana de Schleswig-Holstein-Sonderburg-Glücksburg | Avô materno: Filipe, Duque de Schleswig-Holstein-Sonderburg-Glücksburg | Bisavó materna: Isabel de Brunswick-Grubenhagen                      |
| Filipe, Duque de Saxe-Merseburgo-Lauchstädt | Mãe: Cristiana de Schleswig-Holstein-Sonderburg-Glücksburg | Avó materna: Sofia Edviges de Saxe-Lauenburgo                          | Bisavô materno: Francisco II, Duque de Saxe-Lauenburgo               |
| Filipe, Duque de Saxe-Merseburgo-Lauchstädt | Mãe: Cristiana de Schleswig-Holstein-Sonderburg-Glücksburg | Avó materna: Sofia Edviges de Saxe-Lauenburgo                          | Bisavó materna: Maria de Brunsvique-Luneburgo                        |